# Mao Hosoya
Mao Hosoya (細谷 真大?, Hosoya Mao; Ibaraki, 7 settembre 2001) è un calciatore giapponese, attaccante del Kashiwa Reysol e della nazionale giapponese.

## Caratteristiche tecniche
Hosoya nel suo ruolo di attaccante riesce a usare al meglio le sue abilità di realizzatore principalmente giocando in un modulo offensivo a due punte, è un atleta dotato di velocità nella corsa ed è forte fisicamente. Gioca nella posizione di punta centrale, possiede un dribbling piuttosto rudimentale, è capace di segnare con entrambi i piedi. Oltre ad avere un buon senso della posizione sa muoversi bene anche in campo aperto.

## Carriera

### Club

#### Kashiwa Reysol
Fin da quando militava nelle giovanili, Hosoya è stato reputato uno dei talenti migliori nel vivaio del Kashiwa Reysol, nel 2018 durante l'"Alkass International Cup" in Qatar la squadra si classifica seconda con Hosoya che si conferma tra i giocatori migliori del torneo avendo segnato 5 reti battendo le squadre primavera del Tottenham, del Real Madrid e del Benfica.
Debutta in prima squadra nel 2019, durante la sconfitta per 2-0 contro il Tokyo Verdy in seconda divisione il 30 marzo scendendo in campo nel secondo tempo, la squadra tuttavia vince il campionato venendo promossa nella J1 League, il massimo livello di calcio giapponese. È nella Coppa dell'Imperatore che Hosoya segna la sua prima rete con il gol del 4-0 battendo l'Iwate Grulla Morioka. Nel suo primo anno nella massima serie ha trovato pochissimo spazio, è nell'edizione 2021 che viene finalmente inserito con maggior frequenza nella formazione titolare, nella partita contro il Vissel Kobe entra in campo nei minuti finale e segna la rete del 2-1 vincendo, inoltre il suo gol decide il match contro il FC Tokyo concluso per 1-0. Nell'edizione successiva Hoseya segna otto reti, realizza un gol battendo per 2-1 lo Yokohama F·Marinos e lo Shimizu S-Pulse, con le sue reti sancisce la vittoria su 1-0 contro il Vissel Kobe e il Cerezo Osaka, sigla un gol anche contro il Consadole Sapporo vincendo per 6-1.
Nel campionato 2023 segna quattordici reti, solo in cinque vittorie riesce ad andare a segno con i suoi gol, la prima contro il Kashima Antlers conclusasi per 1-0 stesso risultato contro il Kyoto Sanga dove sempre la rete di Hosoya decide la partita, contro lo Shonan Bellmare e lo Yokohama FC realizza un gol vincendo entrambi i match per 2-1, medesimo risultato con la partita contro il Consadole Sapporo dove la doppietta di Hoseya consegna la vittoria.

### Nazionale
Con la nazionale Under-23 giapponese ha preso parte alla Coppa d'Asia U-23 2022, prima nelle qualificazioni segna una rete contro Hong Kong e Cambogia vincendo per 4-0 entrambe le partite, ottenuta la qualificazione il Giappone vince il bronzo e Hosoya segna il gol del 2-1 battendo gli Emirati Arabi Uniti, sigla una rete anche contro la Corea del Sud nel successo per 3-0.
Ottiene la sua prima convocazione in nazionale maggiore il 24 luglio 2022 nel pareggio a reti inviolate contro la Cina. Il 21 novembre 2023 realizza il suo primo gol contro la Siria vincendo per 5-0. Il 1º gennaio 2024 viene convocato per la Coppa d'Asia 2023,gioca solo due partite, nella vittoria per 4-2 contro il Vietnam dove Hosoya gioca solo nel primo tempo, e poi nella sconfitta per 2-1 contro l'Iran entrando in campo solo nei minuti conclusivi.
Nel 2024 gioca ancora nella nazionale Under-23 vincendo la Coppa d'Asia di categoria, nei tempi supplementari segna un gol contro il Qatar vincendo i quarti di finale per 4-2, invece in semifinale è autore della prima rete battendo per 2-0 l'Iraq. Veine  convocato dalla nazionale olimpica giapponese per partecipare ai Giochi di Parigi dove Hosoya con il suo assist permette a Shōta Fujio di segnare il gol del definitivo 5-0 sconfiggendo il Paraguay, inoltre proprio Hosoya con la sua rete permette al Giappone di battere l'Israele per 1-0.

## Statistiche

### Presenze e reti nei club
Statistiche aggiornate al 14 luglio 2024.
| Stagione              | Club                  | Campionato            | Campionato | Campionato | Coppe nazionali | Coppe nazionali | Coppe nazionali | Coppe continentali | Coppe continentali | Coppe continentali | Altre coppe | Altre coppe | Altre coppe | Totale | Totale |
| Stagione              | Club                  | Comp                  | Pres       | Reti       | Comp            | Pres            | Reti            | Comp               | Pres               | Reti               | Comp        | Pres        | Reti        | Pres   | Reti   |
| --------------------- | --------------------- | --------------------- | ---------- | ---------- | --------------- | --------------- | --------------- | ------------------ | ------------------ | ------------------ | ----------- | ----------- | ----------- | ------ | ------ |
| 2019                  | Kashiwa Reysol        | J2                    | 6          | 0          | CG+CdL          | 1+1             | 1+0             | -                  | -                  | -                  | -           | -           | -           | 8      | 1      |
| 2020                  | Kashiwa Reysol        | J1                    | 2          | 0          | CdL             | 2               | 1               | -                  | -                  | -                  | -           | -           | -           | 4      | 1      |
| 2021                  | Kashiwa Reysol        | J1                    | 28         | 3          | CG+CdL          | 2+5             | 0               | -                  | -                  | -                  | -           | -           | -           | 35     | 3      |
| 2022                  | Kashiwa Reysol        | J1                    | 33         | 8          | CG+CdL          | 1+0             | 0               | -                  | -                  | -                  | -           | -           | -           | 34     | 8      |
| 2023                  | Kashiwa Reysol        | J1                    | 34         | 14         | CG+CdL          | 5+5             | 1+2             | -                  | -                  | -                  | -           | -           | -           | 44     | 17     |
| 2024                  | Kashiwa Reysol        | J1                    | 19         | 2          | CG+CdL          | 1+0             | 1+0             | -                  | -                  | -                  | -           | -           | -           | 20     | 3      |
| Totale Kashiwa Reysol | Totale Kashiwa Reysol | Totale Kashiwa Reysol | 122        | 27         |                 | 23              | 6               |                    | -                  | -                  |             | -           | -           | 145    | 33     |
| Totale carriera       | Totale carriera       | Totale carriera       | 122        | 27         |                 | 23              | 6               |                    | -                  | -                  |             | -           | -           | 145    | 33     |

### Cronologia presenze e reti in nazionale
| Cronologia completa delle presenze e delle reti in nazionale ― Giappone | Cronologia completa delle presenze e delle reti in nazionale ― Giappone | Cronologia completa delle presenze e delle reti in nazionale ― Giappone | Cronologia completa delle presenze e delle reti in nazionale ― Giappone | Cronologia completa delle presenze e delle reti in nazionale ― Giappone | Cronologia completa delle presenze e delle reti in nazionale ― Giappone | Cronologia completa delle presenze e delle reti in nazionale ― Giappone | Cronologia completa delle presenze e delle reti in nazionale ― Giappone |
| Data                                                                    | Città                                                                   | In casa                                                                 | Risultato                                                               | Ospiti                                                                  | Competizione                                                            | Reti                                                                    | Note                                                                    |
| ----------------------------------------------------------------------- | ----------------------------------------------------------------------- | ----------------------------------------------------------------------- | ----------------------------------------------------------------------- | ----------------------------------------------------------------------- | ----------------------------------------------------------------------- | ----------------------------------------------------------------------- | ----------------------------------------------------------------------- |
| 24-7-2022                                                               | Toyota                                                                  | Giappone                                                                | 0 – 0                                                                   | Cina                                                                    | Coppa dell'Asia orientale 2022                                          | -                                                                       | 70’                                                                     |
| 16-11-2023                                                              | Suita                                                                   | Giappone                                                                | 5 – 0                                                                   | Birmania                                                                | Qual. Mondiali 2026                                                     | -                                                                       | 67’                                                                     |
| 21-11-2023                                                              | Gedda                                                                   | Siria                                                                   | 0 – 5                                                                   | Giappone                                                                | Qual. Mondiali 2026                                                     | 1                                                                       | 66’                                                                     |
| 1-1-2024                                                                | Tokyo                                                                   | Giappone                                                                | 5 – 0                                                                   | Thailandia                                                              | Amichevole                                                              | -                                                                       |                                                                         |
| 14-1-2024                                                               | Doha                                                                    | Giappone                                                                | 4 – 2                                                                   | Vietnam                                                                 | Coppa d'Asia 2023 - 1º turno                                            | -                                                                       | 46’                                                                     |
| 3-2-2024                                                                | Al Rayyan                                                               | Iran                                                                    | 2 – 1                                                                   | Giappone                                                                | Coppa d'Asia 2023 - Quarti di finale                                    | -                                                                       | 90+9’                                                                   |
| 10-6-2025                                                               | Suita                                                                   | Giappone                                                                | 6 – 0                                                                   | Indonesia                                                               | Qual. Mondiali 2026                                                     | 1                                                                       | 69’                                                                     |
| 12-7-2025                                                               | Yongin                                                                  | Giappone                                                                | 2 – 0                                                                   | Cina                                                                    | Coppa dell'Asia orientale 2025                                          | 1                                                                       | 90’                                                                     |
| 15-7-2025                                                               | Yongin                                                                  | Corea del Sud                                                           | 0 – 1                                                                   | Giappone                                                                | Coppa dell'Asia orientale 2025                                          | -                                                                       | 66’                                                                     |
| Totale                                                                  |                                                                         | Presenze                                                                | 9                                                                       |                                                                         | Reti                                                                    | 3                                                                       |                                                                         |

| Cronologia completa delle presenze e delle reti in nazionale ― Giappone olimpica | Cronologia completa delle presenze e delle reti in nazionale ― Giappone olimpica | Cronologia completa delle presenze e delle reti in nazionale ― Giappone olimpica | Cronologia completa delle presenze e delle reti in nazionale ― Giappone olimpica | Cronologia completa delle presenze e delle reti in nazionale ― Giappone olimpica | Cronologia completa delle presenze e delle reti in nazionale ― Giappone olimpica | Cronologia completa delle presenze e delle reti in nazionale ― Giappone olimpica | Cronologia completa delle presenze e delle reti in nazionale ― Giappone olimpica |
| Data                                                                             | Città                                                                            | In casa                                                                          | Risultato                                                                        | Ospiti                                                                           | Competizione                                                                     | Reti                                                                             | Note                                                                             |
| -------------------------------------------------------------------------------- | -------------------------------------------------------------------------------- | -------------------------------------------------------------------------------- | -------------------------------------------------------------------------------- | -------------------------------------------------------------------------------- | -------------------------------------------------------------------------------- | -------------------------------------------------------------------------------- | -------------------------------------------------------------------------------- |
| 24-7-2024                                                                        | Bordeaux                                                                         | Giappone olimpica                                                                | 5 – 0                                                                            | Paraguay olimpica                                                                | Olimpiadi 2024 - 1º turno                                                        | -                                                                                |                                                                                  |
| 27-7-2024                                                                        | Bordeaux                                                                         | Giappone olimpica                                                                | 1 – 0                                                                            | Mali olimpica                                                                    | Olimpiadi 2024 - 1º turno                                                        | -                                                                                |                                                                                  |
| 30-7-2024                                                                        | Nantes                                                                           | Israele olimpica                                                                 | 0 – 1                                                                            | Giappone olimpica                                                                | Olimpiadi 2024 - 1º turno                                                        | 1                                                                                | 79’                                                                              |
| 2-8-2024                                                                         | Lione                                                                            | Giappone olimpica                                                                | 0 – 3                                                                            | Spagna olimpica                                                                  | Olimpiadi 2024 - Quarti di finale                                                | -                                                                                |                                                                                  |
| Totale                                                                           |                                                                                  | Presenze                                                                         | 4                                                                                |                                                                                  | Reti                                                                             | 1                                                                                |                                                                                  |

| Cronologia completa delle presenze e delle reti in nazionale ― Giappone under 23 | Cronologia completa delle presenze e delle reti in nazionale ― Giappone under 23 | Cronologia completa delle presenze e delle reti in nazionale ― Giappone under 23 | Cronologia completa delle presenze e delle reti in nazionale ― Giappone under 23 | Cronologia completa delle presenze e delle reti in nazionale ― Giappone under 23 | Cronologia completa delle presenze e delle reti in nazionale ― Giappone under 23 | Cronologia completa delle presenze e delle reti in nazionale ― Giappone under 23 | Cronologia completa delle presenze e delle reti in nazionale ― Giappone under 23 |
| Data                                                                             | Città                                                                            | In casa                                                                          | Risultato                                                                        | Ospiti                                                                           | Competizione                                                                     | Reti                                                                             | Note                                                                             |
| -------------------------------------------------------------------------------- | -------------------------------------------------------------------------------- | -------------------------------------------------------------------------------- | -------------------------------------------------------------------------------- | -------------------------------------------------------------------------------- | -------------------------------------------------------------------------------- | -------------------------------------------------------------------------------- | -------------------------------------------------------------------------------- |
| 26-10-2021                                                                       | Hirono                                                                           | Giappone under 23                                                                | 4 – 0                                                                            | Cambogia under 23                                                                | Qualificazioni Coppa d'Asia AFC Under-23 2022                                    | 1                                                                                | 85’                                                                              |
| 28-10-2021                                                                       | Hirono                                                                           | Hong Kong under 23                                                               | 0 – 4                                                                            | Giappone under 23                                                                | Qualificazioni Coppa d'Asia AFC Under-23 2022                                    | 1                                                                                | 69’                                                                              |
| 26-3-2022                                                                        | Dubai                                                                            | Qatar under 23                                                                   | 0 – 2                                                                            | Giappone under 23                                                                | Amichevole                                                                       | -                                                                                |                                                                                  |
| 29-3-2022                                                                        | Dubai                                                                            | Arabia Saudita under 23                                                          | 0 – 1                                                                            | Giappone under 23                                                                | Amichevole                                                                       | 1                                                                                | 87’                                                                              |
| 3-6-2022                                                                         | Tashkent                                                                         | Emirati Arabi Uniti under 23                                                     | 1 – 2                                                                            | Giappone under 23                                                                | Coppa d'Asia AFC Under-23 2022                                                   | 1                                                                                | 83’                                                                              |
| 6-6-2022                                                                         | Tashkent                                                                         | Giappone under 23                                                                | 0 – 0                                                                            | Arabia Saudita under 23                                                          | Coppa d'Asia AFC Under-23 2022                                                   | -                                                                                | 83’                                                                              |
| 12-6-2022                                                                        | Tashkent                                                                         | Corea del Sud under 23                                                           | 0 – 3                                                                            | Giappone under 23                                                                | Coppa d'Asia AFC Under-23 2022                                                   | 1                                                                                | 86’                                                                              |
| 15-6-2022                                                                        | Tashkent                                                                         | Uzbekistan under 23                                                              | 2 – 0                                                                            | Giappone under 23                                                                | Coppa d'Asia AFC Under-23 2022                                                   | -                                                                                | 90’                                                                              |
| 18-6-2022                                                                        | Tashkent                                                                         | Giappone under 23                                                                | 3 – 0                                                                            | Australia under 23                                                               | Coppa d'Asia AFC Under-23 2022                                                   | -                                                                                | 85’                                                                              |
| 22-9-2022                                                                        | Marbella                                                                         | Svizzera under 23                                                                | 2 – 1                                                                            | Giappone under 23                                                                | Amichevole                                                                       | 1                                                                                | 46’                                                                              |
| 26-9-2022                                                                        | Castel di Sangro                                                                 | Italia under 23                                                                  | 1 – 1                                                                            | Giappone under 23                                                                | Amichevole                                                                       | -                                                                                |                                                                                  |
| 24-3-2023                                                                        | Francoforte sul Meno                                                             | Germania under 23                                                                | 2 – 2                                                                            | Giappone under 23                                                                | Amichevole                                                                       | 1                                                                                | 77’                                                                              |
| 27-3-2023                                                                        | Murcia                                                                           | Belgio under 23                                                                  | 3 – 2                                                                            | Giappone under 23                                                                | Amichevole                                                                       | -                                                                                | 46’                                                                              |
| 6-9-2023                                                                         | Al Muharraq                                                                      | Giappone under 23                                                                | 6 – 0                                                                            | Pakistan under 23                                                                | Qualificazioni Coppa d'Asia AFC Under-23 2024                                    | 2                                                                                | 77’                                                                              |
| 9-9-2023                                                                         | Al Muharraq                                                                      | Palestina under 23                                                               | 0 – 1                                                                            | Giappone under 23                                                                | Qualificazioni Coppa d'Asia AFC Under-23 2024                                    | -                                                                                | 87’                                                                              |
| 12-9-2023                                                                        | Al Muharraq                                                                      | Giappone under 23                                                                | 0 – 0                                                                            | Bahrein under 23                                                                 | Qualificazioni Coppa d'Asia AFC Under-23 2024                                    | -                                                                                |                                                                                  |
| 14-10-2023                                                                       | Phoenix                                                                          | Messico under 23                                                                 | 1 – 4                                                                            | Giappone under 23                                                                | Amichevole                                                                       | 2                                                                                | 46’                                                                              |
| 17-10-2023                                                                       | Phoenix                                                                          | Stati Uniti under 23                                                             | 4 – 1                                                                            | Giappone under 23                                                                | Amichevole                                                                       | -                                                                                | 76’                                                                              |
| 22-3-2024                                                                        | Kameoka                                                                          | Giappone under 23                                                                | 1 – 3                                                                            | Mali under 23                                                                    | Amichevole                                                                       | -                                                                                | 46’                                                                              |
| 25-3-2024                                                                        | Kitakyūshū                                                                       | Giappone under 23                                                                | 2 – 0                                                                            | Ucraina under 23                                                                 | Amichevole                                                                       | -                                                                                | 46’                                                                              |
| 16-4-2024                                                                        | Al Rayyan                                                                        | Giappone under 23                                                                | 1 – 0                                                                            | Cina under 23                                                                    | Coppa d'Asia AFC Under-23 2024                                                   | -                                                                                | 90’                                                                              |
| 19-4-2024                                                                        | Al Rayyan                                                                        | Emirati Arabi Uniti under 23                                                     | 0 – 2                                                                            | Giappone under 23                                                                | Coppa d'Asia AFC Under-23 2024                                                   | -                                                                                | 74’                                                                              |
| 22-4-2024                                                                        | Al Rayyan                                                                        | Giappone under 23                                                                | 0 – 1                                                                            | Corea del Sud under 23                                                           | Coppa d'Asia AFC Under-23 2024                                                   | -                                                                                | 77’                                                                              |
| 25-4-2024                                                                        | Al Rayyan                                                                        | Qatar under 23                                                                   | 2 – 4 dts                                                                        | Giappone under 23                                                                | Coppa d'Asia AFC Under-23 2024                                                   | 1                                                                                | 105’                                                                             |
| 29-4-2024                                                                        | Al Rayyan                                                                        | Giappone under 23                                                                | 2 – 0                                                                            | Iraq under 23                                                                    | Coppa d'Asia AFC Under-23 2024                                                   | 1                                                                                | 90’                                                                              |
| 3-5-2024                                                                         | Al Rayyan                                                                        | Giappone under 23                                                                | 1 – 0                                                                            | Uzbekistan under 23                                                              | Coppa d'Asia AFC Under-23 2024                                                   | -                                                                                | 16’                                                                              |
| 11-6-2024                                                                        | Kansas City                                                                      | Stati Uniti under 23                                                             | 0 – 2                                                                            | Giappone under 23                                                                | Amichevole                                                                       | 1                                                                                | 46’                                                                              |
| 17-7-2024                                                                        | Tolone                                                                           | Francia under 23                                                                 | 1 – 1                                                                            | Giappone under 23                                                                | Amichevole                                                                       | -                                                                                | 46’                                                                              |
| Totale                                                                           |                                                                                  | Presenze                                                                         | 28                                                                               |                                                                                  | Reti                                                                             | 14                                                                               |                                                                                  |

## Palmarès

### Club

#### Competizioni nazionali
- J2 League: 1

Kashiwa Reysol: 2019

### Nazionale
- Coppa dell'Asia orientale: 1

2022
- Coppa d'Asia Under-23: 1

2024

### Individuale
- Miglior giovane della J.League: 1

2022